# San Frediano (Pisa)
San Frediano je katolický kostel v Pise.
První písemná zmínka pochází z roku 1061. Byl založen rodinou Buzzaccherini-Sismondi jako součást špitálu a původně zasvěcen sv. Martinovi.
Románská fasáda vykazuje typické rysy středověké pisánské architektury jako jsou slepé arkády, kosočtverce a použití dvojbarevných kamenů (které jsou také na pisánské katedrále).
Interiér, navzdory požáru roku 1675, zachovává půdorys původní baziliky s hlavní lodí a dvěma bočními. Mramorové sloupy mají hlavice zdobené figurami v románském slohu. Kostel uchovává kříž namalovaný na pozlacené desce spolu s Ukřižováním a historií umučení (12. století), několik barokních oltářů a malby ze 17. století od Salimbeniho, Lomiho, a fresky od Passignana. Fresky v kupoli jsou od Rutilia Manettiho.
Masivní zvonice je postavena z cihel.